# Jacaranda caroba
El jacarandá, caroba o gualanday (Jacaranda caroba) es una especie  originaria de las Guayanas y Brasil, también crece en Sudáfrica.

## Descripción
Es un árbol que alcanza los 15 metros de altura, es muy ramificado y está coronado por un follaje verde intenso. Las hojas tienen 3-4 cm de longitud, son bipinnadas, coriáceas y oblongas con nervios muy marcados. Las flores de color blanco y rojo nacen en cimas terminales y tienen un aroma similar al de la miel. El fruto es una cápsula leñosa con numerosas semillas.

## Propiedades
- Se introdujo en Europa desde Sudamérica como remedio para la sífilis y la fatiga mental.
- Se utiliza para moderar el impulso sexual.

## Taxonomía
El género fue descrito por (Vell.) DC. y publicado en Prodromus Systematis Naturalis Regni Vegetabilis 9: 232. 1845.
Etimología
Jacaranda: nombre genérico que es un nombre vernáculo brasileño.
Sinonimia
- Bignonia caroba Vell.
- Jacaranda caroba var. oxyphylla (Cham.)
- Jacaranda clausseniana Casar.
- Jacaranda elegans Mart. ex DC.
- Jacaranda mendoncaei Bureau & K.Schum.
- Jacaranda oxyphylla Cham.[3]